# Роденбург, Карл
Карл Роденбург (нем. Carl Rodenburg; 17 мая 1894, Геестемюнде — 5 ноября 1992, Грефен) — военный Германии, генерал-лейтенант вермахта.
Командир 76-й пехотной дивизии в период Сталинградской битвы. Награждён Гитлером «за Сталинград» Рыцарским крестом (8 октября 1942) с «Дубовыми листьями» (31 января 1943 — в тот же день сдался в плен).
Роденбург одним из первых окруженных генералов поддержал вывод Паулюса о том, что сопротивление бесполезно.

## Биография
В армию вступил добровольцем в 1913 году, служил 5-м Баденском пехотном полку № 113. Участник Первой мировой войны. В марте 1915 года произведён в лейтенанты. На момент капитуляции Германии имел чин обер-лейтенанта.
После демобилизации армии оставлен в рейхсвере, в частности, с 1924 года служил командиром роты 14 пехотного полка. С 1927 года — гауптман, с апреля 1937 года — подполковник (de:Oberstleutnant).
С 1 ноября 1938 года — начальник учебного штаба пехотного училища (согласно немецким источникам — начальник Полигона Дебериц).
С 1 января 1940 года — командир 203-го пехотного полка 76-й пехотной дивизии.
Участник Французской кампании и боев на советско-германском фронте.
76-я дивизия, в которую входил полк Роденбурга, перешла границу СССР в июне 1941 года, двигалась в направлении Сталинграда.

### Сталинградская битва
26 января 1942 года назначен командиром 76-й пехотной дивизии, генерал-майор.
С 1 декабря 1942 года — генерал-лейтенант вермахта.
Его дивизия была уничтожена в Сталинграде, а сам Роденбург 31 января 1943 года взят в плен советскими войсками (по другим данным — сдался в плен 1-го или 2-го февраля 1943 года).

### Дальнейшая судьба
Летом 1943 года Роденбург подписал письмо генерал-фельдмаршала Паулюса, обвинявшее создателей Союза немецких офицеров в предательстве Германии.
15 ноября 1949 года осуждён за военные преступления военным трибуналом войск МВД Минской области и приговорён к 25 годам исправительно-трудовых лагерей.
Наказание отбывал в лагере № 476 МВД СССР для военных преступников (в шестом отделении лагеря, расположенном на окраине г. Асбеста).
10 октября 1955 репатриирован в ФРГ.
В выпуске "Союзкиножурнал" № 24 от 23 марта 1942 года демонстрируется приказ полковника Роденбурга по 76-й пехотной дивизии от 21 февраля 1942 г. об уничтожении имущества мирного советского населения при отступлении немецких войск.

## Награды
За Первую мировую войну:
- Железный крест 1914 года: 1 класса (25 апреля 1915) и 2 класса (15 мая 1917)
- Орден Церингенского льва с мечами
- Почётный крест Первой мировой войны 1914/1918 (1934)
- Пряжка к Железному кресту (1940), две — к Железным крестам двух классов

За Вторую мировую войну:
- Медаль «За зимнюю кампанию на Востоке 1941/42»
- Немецкий крест в золоте (7 марта 1942)
- Рыцарский крест Железного креста (8 октября 1942) с «Дубовыми листьями» (31 января 1943).